# Kurdistan
|  | Aquest article tracta sobre la regió cultural i històrica. Si cerqueu la regió administrada pel Govern Regional del Kurdistan, vegeu «Regió del Kurdistan». |

El Kurdistan (lit. ‘terra dels kurds’) és una extensa regió històrica i cultural de l'Orient Mitjà. És una zona muntanyosa habitada principalment pels kurds. Hom pensa que coincideix amb el Corduene o Corduena de l'Antiguitat. La seva extensió total és d'uns 500.000 km², i la població total oscil·la entre uns 27 i 30 milions d'habitants.
El moviment independentista kurd lluita per aconseguir que el Kurdistan sigui un estat independent. Actualment, dels quatre estats (Iran, l'Iraq, Turquia i Síria) on els kurds representen una població considerable, només dos han reconegut de manera oficial alguns territoris kurds sota el nom de Kurdistan (a l'Iran es tracta d'una província i a l'Iraq d'una regió autònoma), tot i que són entitats amb graus d'autonomia molt diferents.

## Territori
El Kurdistan està dividit entre quatre estats:
- Iran, 125.000 km²[8] a les províncies de Kurdistan, Kermansah, Īlām i Azerbaidjan Occidental, coneguda com a Rojhilat (Kurdistan oriental).
- Iraq, 65.000 km² a les governacions d'Arbil, Suleymaniya i Dahuk, que formen la regió administrada pel Govern Regional del Kurdistan, així com una part de la d'At-Ta'mim, Bashur (Kurdistan meridional).
- Turquia, 190.000 km²[8] a les províncies d'Hakkâri, Bitlis, Van, Muş, Siirt, Diyarbakir, Bingöl, Ağrı, Tunceli, Erzincan, Malatya, Elazığ, Erzurum, Kars i Tsolakert,[cal citació] coneguda com a Bakurê (Kurdistan septentrional o del nord).
- Síria, uns 12.000 km²,[8] al nord de la governació d'Alep, de Raqqa i la governació de Heseke, coneguda com a Rojava (Kurdistan occidental).